# Pikknasv
Pikknasv (nebo také Pikk nasv) je jeden z estonských ostrovů v Baltském moři.
Pikknasv leží při jihovýchodním pobřeží ostrova Saaremaa, přibližně 2 km jihovýchodojižně od vesnice Siiksaare. Územně patří k obci Saaremaa.
Zeměpisné souřadnice ostrova jsou 58° 17' 56" severní šířky a 22° 55' 07" východní délky.